# Општина Фунду Молдовеј (Сучава)
Фунду Молдовеј (рум. Fundu Moldovei) општина је у Румунији у округу Сучава.
Oпштина се налази на надморској висини од 922 m.